# August-Gottschalk-Haus
Das August-Gottschalk-Haus ist Museum  und Gedenkstätte zur neueren Geschichte der ostfriesischen Juden in Esens. Es ist im ehemaligen Schulhaus der örtlichen jüdischen Gemeinde untergebracht, unmittelbar neben den Resten der in der Pogromnacht am 10. November 1938 von Esenser SA-Männer zerstörten Synagoge.

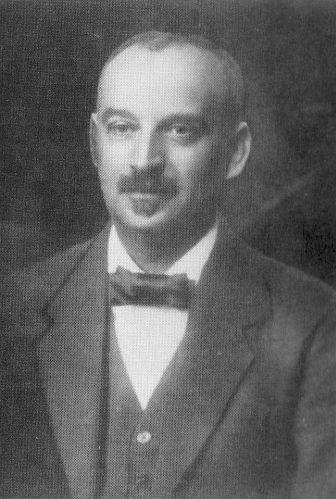
August Gottschalk

Die Gedenkstätte ist benannt nach dem letzten Kultusbeamten und Lehrer der jüdischen Gemeinde in Esens, August Gottschalk (geb. 28. Oktober 1870 in Niederheid, Kreis Geilenkirchen, gest. 1. Juni 1927 in Esens), der 1899 maßgeblich an der Planung und Errichtung des Gebäudes beteiligt war und hier bis zu seinem Tod lebte.
Eine Besonderheit im nordwestdeutschen Raum bis in die Niederlande hinein ist das bei Renovierungsarbeiten wiederentdeckte Ritualbad (Mikwe). Träger des Museums ist der Verein Ökumenischer Arbeitskreis Juden und Christen in Esens.

## Geschichte
Im Jahre 1819 erwarb die jüdische Gemeinde ein kleines Gebäude an der Ecke Schmiedestraße / Neustädter Straße, das fortan als Schulhaus diente. 1827 kaufte die Gemeinde schließlich zwei alte Häuser an der Westseite der Burgstraße und ließ diese abbrechen. Auf dem Areal entstanden anschließend eine Synagoge sowie die 1827 fertiggestellte Schule mit einer Wohnung für den Synagogendiener. 1899 wurde sie wegen Baufälligkeit abgebrochen. An ihrer Stelle entstand das heutige August-Gottschalk-Haus, in dem das Gemeindehaus, eine Wohnung für den jüdischen Kultusbeamten, ein Schulzimmer und das Ritualbad untergebracht waren. In diesem Gebäude sollten auch die Gemeindeversammlungen stattfinden. Durchschnittlich besuchten etwa 10 bis 15 Kinder mehrerer Jahrgänge die jüdische Volksschule, wo sie in dem einzigen Klassenraum gemeinsam Unterricht erhielten. Das Schulzimmer war von den übrigen Räumen getrennt und durch einen separaten Eingang über den Vorraum zu erreichen. Im  Jahre 1927 gab die Gemeinde die Schule nach dem Tode des letzten jüdischen Lehrers, August Gottschalk, auf und vermietete das Gebäude. So wurde das Gebäude während der Reichspogromnacht vom 9. auf den 10. November 1938 anders als die benachbarte Synagoge nicht zerstört. Das Gemeindehaus diente, nachdem eine Anordnung in Kraft trat, wonach Juden in bestimmten Häusern zu konzentrieren seien, in den Jahren 1938–1940 als „Judenhaus“ für die verbliebenen Juden, die gezwungen wurden, ihre Häuser und Grundstücke zu verkaufen. Wer von ihnen nicht mehr emigrieren konnte, wurde in den Osten deportiert und dort in Vernichtungslagern ermordet. Das ehemalige jüdische Gemeindehaus wurde nach 1940 an einen Privatmann verkauft und weiterhin als Wohnhaus genutzt.
Im Jahre 1985 kaufte die Stadt Esens das ehemalige jüdische Schulhaus, um es nach einem seit langem bestehenden Bebauungsplan abzureißen und an seiner Stelle Parkplätze anzulegen. Durch eine Privatinitiative des Vereins Ökumenischer Arbeitskreis Juden und Christen in Esens e. V., gelang es, das Haus zu retten und in ihm eine Gedenkstätte und Ausstellung zur neueren Geschichte der Esenser Juden aufzubauen. Im Zuge der Herrichtung des Hauses wurde bei Restaurierungsarbeiten die vollständig erhaltene Mikwe der jüdischen Gemeinde entdeckt. Am 29. August 1990 wurde die Gedenkstätte dann als August-Gottschalk-Haus der Öffentlichkeit übergeben.

## Ausstellung
Das August-Gottschalk-Haus verfügt über sechs Ausstellungsräume. Im  Obergeschoss sind ein Seminarraum, die Bücherei, das Lager  sowie ein weiterer Ausstellungsraum zu politischen Themen untergebracht. Kern der Dauerausstellung ist die 1988 anlässlich des 50. Jahrestages der Reichspogromnacht von Mitgliedern des Arbeitskreises „Geschichte der Juden in Ostfriesland“ bei der Ostfriesischen Landschaft in Aurich zusammengestellte Dokumentation „Das Ende der Juden in Ostfriesland“. Am 29. August 1990 eröffnete der Arbeitskreis die Gedenkstätte, in die auch die bei der Restaurierung des Gebäudes wiederentdeckte Mikwe einbezogen wurde. Nach 20 Jahren erhielt das Museum 2010 unter dem Titel „Lebendiges Museum“ ein neues Konzept. Einige Räume werden wieder in ihrer ursprünglichen Form, beispielsweise als Schulzimmer oder Küche. Auch dei Dauerausstellung wurde neu konzipiert. Sie informiert über die Themenbereiche Ausgrenzung, Verfolgung und Vernichtung. Exemplarisch werden dafür die Schicksale dreier ostfriesischen Juden aufgezeigt. Nach Recherchen Esenser Realschüler sind mehr als 1400 Ostfriesen unter den Opfern der Shoa. Das niedersächsische Wissenschaftsministeriums, die Volksbank Esens, die Sparkasse LeerWittmund, das Bistum Osnabrück und die Klosterkammer Hannover förderten die Neugestaltung, die insgesamt 32.000 Euro kostete.